# 파라오의 땅
파라오의 땅(Land Of The Pharaohs)은 미국에서 제작된 하워드 혹스 감독의 1955년 드라마 영화이다. 잭 호킨스 등이 주연으로 출연하였고 하워드 혹스 등이 제작에 참여하였다.

## 출연

### 주연
- 잭 호킨스
- 조안 콜린스

### 조연
- 듀이 마틴
- 알렉시스 미노티스
- 제임스 로버트슨 저스티스
- 루이셀라 보니
- 시드니 채플린
- 제임스 헤이터
- 케리머
- 피에로 지아그노니
- 디에고 칼리시
- 카를로 단젤로
- 로버트 리에티

## 제작진
- 협력프로듀서: 척 핸슨
- 의상: 마요
- 의상: 루실라 무시니